# ノール・マリン
ノール・マリン（Nolé Marin）はカナダのスタイリスト。